# Gran Horda Kazakh
La Gran Horda Kazakh (Horda Vella Kazakh o Uli Zhuz) fou una divisió administrativa de l'Horda dels Kazakhs, que es va anar consolidant per formar una subdivisió del poble durant el regnat de Tiavka Khan. A la seva mort el 1715, Kaip Khan ja no fou reconegut i la Gran Horda, junt amb l'Horda Mitjana i l'Horda Petita van començar a actuar separadament.

## Història
El territori de la Gran Horda era remot i la seva història és mal coneguda. Les Hordes Mitjana i Petita tenien intercanvis comercials i culturals amb Rússia i les fonts russes omplen principalment la seva història, però la Gran Horda no té registres escrits propis i és poc esmentada per les fonts russes. Es pot afirmar que no va formar un estat homogeni continuat com les altres Hordes sinó que estava dividida en seccions governades per prínceps de les Hordes Mitjana i Petita, per begs i per prínceps locals i en general fou vassalla dels jungars primer i de la Xina després. El seu nom de Gran o Vella derivava del fet que havia continuat vivint a l'antic país dels kazakhs i com a tal era considerada l'hereva de l'Horda dels kazakhs unida.
Tiavka Khan va nomenar administrador de l'Horda vers el 1700 a Tiul, la genealogia del qual és desconeguda, ja que no apareix esmentat més que dues vegades per aquest fet. El 1723 part de la Gran Horda i de l'Horda Mitjana foren sotmeses pels jungars i la resta de la Gran Horda i una petita secció de la Mitjana es van retirar a Khodjend; més tard els kazakhs van retornar al nord però la Gran Horda va restar als seus antics territoris sota sobirania del kanat de Jungària. El 1734 s'esmenten dos caps de la Gran Horda, Aralbey i Arasgheldy Batir, que estaven subjectes a Abu l-Khayr Khan, els quals van acompanyar a Erali, fill del kan, a Rússia on van oferir la submissió a l'emperadriu Anna I de Rússia. Fins al 1738 la Gran Horda no és esmentada a cap font russa, quan Yolbars Khan, cap d'una secció, va escriure a la cort per demanar la protecció pel seu poble a canvi de poder comerciar amb Orenburg. Rússia va preparar una patent d'investidura que mai fou lliurada. En aquest mateix any el kan jungar Galdan Chereng va obtenir de la Gran Horda una taxa d'una pell de korsak (el nom local d'algun animal) per cap.
El 1739 el governador d'Orenburg, Tatischef, va enviar una caravana a Taixkent manada pel tinent Müller al que acompanyava l'enginyer Kushelef. La caravana fou saquejada per kazakhs de la Gran Horda a dos dies de camí de Taixkent. Müller va poder arribar a la ciutat el 9 de novembre de 1739 i va presentar les credencials a Yolbars Khan i va demanar el retorn dels objectes robats; el kan va lamentar la seva mala fortuna i agrair a Déu que havia salvat la vida i arribat sa i estalvi, i va dir que la devolució la demanaria a Kogilde, el cap dels saquejadors, i amenaçar-lo que ho feia o entregaria al fill de Kogilde al kan jungar Galdan Chereng; però el kan no tenia gaire confiança en l'objectiu. Müller es va allotjar a la casa d'un mercader de nom Mamaia Usupof que es va entrevistar amb el kan i va obtenir l'alliberament dels presoners. En aquest moment Yolbars governava a Taixkent i Seyid Sultan a Turkestan; les relacions entre els dos no són clares però Seyid no utilitzava el títol de kan i podria ser un representant de l'Horda Mitjana que exercia el control de bona part de la Gran Horda, i que poc després apareix governant a Turkestan. Segons les notes de Chulpanof els kazakhs del kan Yolbars només governaven al districte de Taixkent i saquejaven als habitants de la ciutat tant com volien. Els ciutadans de Taixkent, els sarts, es van revoltar l'abril de 1740 (just quatre dies després de sortir Müller) i Yolbars va morir a la revolta. Els kazakhs van saquejar altre cop la ciutat. Levchine diu que el 1742 Shubai, Arslanof i Mansur, tres nadius de Viatka tornaven de Taixkent a Orenburg i van confirmar aquests fets explicant que durant el regnat de Yolbars el poder a la ciutat era compartit amb un ancià influent de nom Tiul (que seria l'administrador kazakh nomenat per Tiavka Khan), i que després de la mort de Yolbars va esdevenir l'únic governant de la secció de l'Horda, però poc després fou expulsat del poder per Kusiak bi, que era aparentment el governador de Galdan Chereng. Tiul va conservar el poder sobre alguns clans i el 1749 va oferir la sobirania a Rússia però no va tenir resposta.
Kusiak bi governava Taixkent el 1742 quan Shubai, Arslanof i Mansur van sortir de la ciutat cap a Orenburg, i pagava tribut al kan de Jungària. Els tres confirmen que els kazakhs no tenien autoritat a la ciutat però si al territori de la rodalia on estaven acampats i de fet Taixkent romania assetjada. A la ciutat de Turkestan passava una cosa semblant si bé aquí els mercaders jungars podien comerciar. Les poblacions entre les dues ciutats estaven sota control dels kazakhs, l'exèrcit nòmada dels quals estava establert a la Vall de Ferganà i dominava sobre els antics habitants sense disputa, però sotmeses als jungars. El 1756 els kazakhs van donar suport a Amursana dels jungars contra els xinesos però foren derrotats per aquests i el país assolat. Els més poderosos enemics dels kazakhs van quedar destruïts i van obtenir noves terres de pastura. El 1758 els xinesos ocupaven Taixkent però se'n van retirar abans del 1760 i la comarca va esdevenir independent sota quatre caps cadascun dels quals governava un barri de la ciutat (Kukça, Shaykantawr, Sibzar i Besh-Aghaç).
La Gran Horda estava fragmentada en seccions una de les quals va emigrar a Jungària, on va tenir conflictes amb els xinesos i una part va esdevenir vassalla de l'imperi i una altra va romandre independent; les dues seccions van fer la guerra als seus veïns buruts (kirguisos) i sobretot contra els torguts calmucs en la seva famosa emigració de 1771. El principal líder d'aquests atacs fou Erali Sultan, que era (segurament) el fill d'Abu l-Khayr Khan de la Petita Horda, el qual va rebre de l'emperador xinès el títol de cavaller o paladí de la cort; el seu pla contra els torguts no va ser seguit per l'Horda Mitjana i a més va alarmar a Ubasha, el cap torgut, que en lloc de combatre aprofitant la seva superioritat numèrica, va romandre inactiu durant 18 dies. Mentre Erali va reunir un gran nombre d'aliats excitant la cobdícia d'aquests exagerant les riqueses dels calmucs en retirada i assegurant que es podien capturar gran quantitat de dones. Ubasha amb timidesa, fins i tot va demanar a Erali el pas lliure cap a la vall de l'Ili; li va donar el consentiment però quan els torguts hi van anar i estaven acampats, els va atacar i va fer una carnisseria i un gran botí en ramats, cavalls, objectes i presoners.
Els kazkahs d'aquests grups pagaven tribut a l'imperi xinès, un cap de bestiar per cada cent i una ovella per cada mil. Aquest tribut no era significatiu i en realitat una excusa perquè en anar a Pequín a portar-lo i retre homenatge, rebien regals que els kazakhs consideraven més valuosos que el que ells entregaven; els diplomes i altres distincions que se'ls donava eren destruïdes quan abandonaven el territori de l'imperi. Quant als regals dels russos feien més o menys el mateix excepte els diners i les robes que tenien valor intrínsec. Quan un oficial xinès va anar un dia a demanar el tribut li van contestar que l'herba i l'aigua eren productes del cel i els ramats el seu regal que ells mateixos pasturaven i no volien pagar tribut a ningú.
Una altra secció de l'Horda va restar a la comarca de Taixkent on van adoptar un estil més sedentari de vida però saquejant lliurement les ciutats, especialment Taixkent, assolant també tot el districte. Els habitants no kazakhs havien de pagar taxes a aquests. El 1760 aquesta secció va quedar reforçada amb un important nombre de karakalpaks que foren expulsats de la desembocadura del Sirdarià per la Petita Horda Kazakh.
El 1780 una secció de la Gran Horda fou autoritzada a establir-se a Rússia. L'emperadriu Caterina II de Rússia va emetre un ukase autoritzant al príncep Churigei i 4000 famílies (en part de l'Horda Mitjana i en part de la Gran) a establir-se a Ust-Kamenogorsk. El 1793 Tugum, un altre príncep de la Gran Horda, va rebre permís per establir-se de manera similar a les fronteres de Sibèria.
Després d'any de tirania la població de Taixkent sota Yunus Khoja el cap del barri de Shaykantawr, es va revoltar el 1784 i va atacar als kazakhs que foren derrotats diverses vegades i van exercitar una cruel revenja, tallant el cap als presoners amb els que van fer piràmides (costum centreasiàtica). Els lladres i saquejadors, que no tenien la disciplina dels soldats, dubtaren llavors entre la por al càstig i la possibilitat de ser sotmesos a esclavatge per Yunus Khoja (ara Yunus Khan). Aquest es va apoderar de nombroses poblacions que havien estat durant anys en mans dels kazakhs i els va exigir submissió absoluta havent de restituir tot el que havien robat a Taixkent. Va promulgar lleis i va imposar una taxa sobre els ramats (per cada cent caps); molts kazakhs van poder entrar a l'exèrcit de Yunus i el 1810 van passar amb Taixkent sota autoritat del kan de Kokand, però els que vivien a Chimkent i la seva regió van deixar els seus horts i camps i es van retirar cap a la frontera xinesa. Una secció que no s'adaptava a la vida sedentària es va retirar a la conca de l'Irtix sota sobirania de l'Horda Mitjana Kazakh; encara una altra es va retirar a les muntanyes Aktagh i altres seccions menors es van establir a altres llocs.
Una secció d'uns quants milers, que volia restar independent, va acampar al Semrek, el Kuk Su i el Kara tal i el 1819 es van reconèixer subjectes russos, quan estaven governats per Siuk Khan, fill d'Abylai Khan de l'Horda Mitjana (mort el 1781). La Gran Horda que romania independent és esmentada per Veniukoff que va visitar Vemoe, la capital d'aquesta secció, on governava Sultan Ali; era la divisió més important de l'Horda i eren coneguts com a dulats o dughlats. Sultan Ali era un home vell i havia estat subjecte de tres estats (que no anomena però que serien Xina, Rússia i Khokand) havent-se adaptat a les diferents costums de cadascun. El considera descendent d'Abylai Khan i probablement fill d'un tal Siuk (probablement Suyuk Khan). Rebia un subsidi de 350 rubles de plata del govern rus. Havia anat de jove a Pekín on fou rebut per l'emperador; més tard va reconèixer la sobirania de Rússia i va enviar delegats que van fer el jurament, però poc després el conjunt de l'Horda es va sotmetre al kan de Kokand; aquest estava disposat a abolir el poder rus sobre la Gran Horda i per això Rússia va atacar Kopal, subjecte de Kokand; Sultan Ali, els seguidors del qual nomaditzaven al riu Kuk Su, els va servir de guia i capdavanter, però després de calcular les possibilitats d'èxit es va mantenir a distància el que li va valer l'acusació de covardia d'alguns prínceps. Però Ali va contestar "la serp quan va camí del seu niu segueix els vents i els rastres lentament i només quan és a l'entrada hi llisca ràpidament". Finalment l'atac a Kopal es va suspendre.

## Llista de Khans

### Secció dependent de l'Horda Mitjana
- Bolat Khan (fill de Tiavka Khan), a Turkestan, 1718-1729
- Abilmambet Khan (fill de Bolat Khan) 1729-1771?, kan també de l'Horda Mitjana
- Abylai Abilmansur Khan 1771-1781, kan també de l'Horda Mitjana
- Wali Khan 1781-1819, kan també de l'Horda Mitjana

### Secció de Taixkent
- Yolbars Khan o Zholbarys Khan, 1723-1740
- Tiul Khan (Tuyul) 1740-1741, a la part rural 1741-vers > 1749
- Kusiak bi 1741-1758? (governador jungar)
- Ocupació xinesa 1758-1760
- Quatre seccions independents (Kukça, Shaykantawr, Sibzar i Besh-Aghaç) 1760-1784
- Yunus Khan, cap de Shaykantawr fins a 1784, domina tot Taixkent 1784 - 1799?
- Sultan Khoja (fill) vers >1799 - 1810
- A Khokand 1810

### Secció independent
- Suyuk Khan (Siuk) vers 1819
- Sultan Ali (fill)

Del 1723 al 1729 Abu l-Khayr Khan de l'Horda Petita fou generalíssim de les tres hordes.